# Scopes-rechtszaak

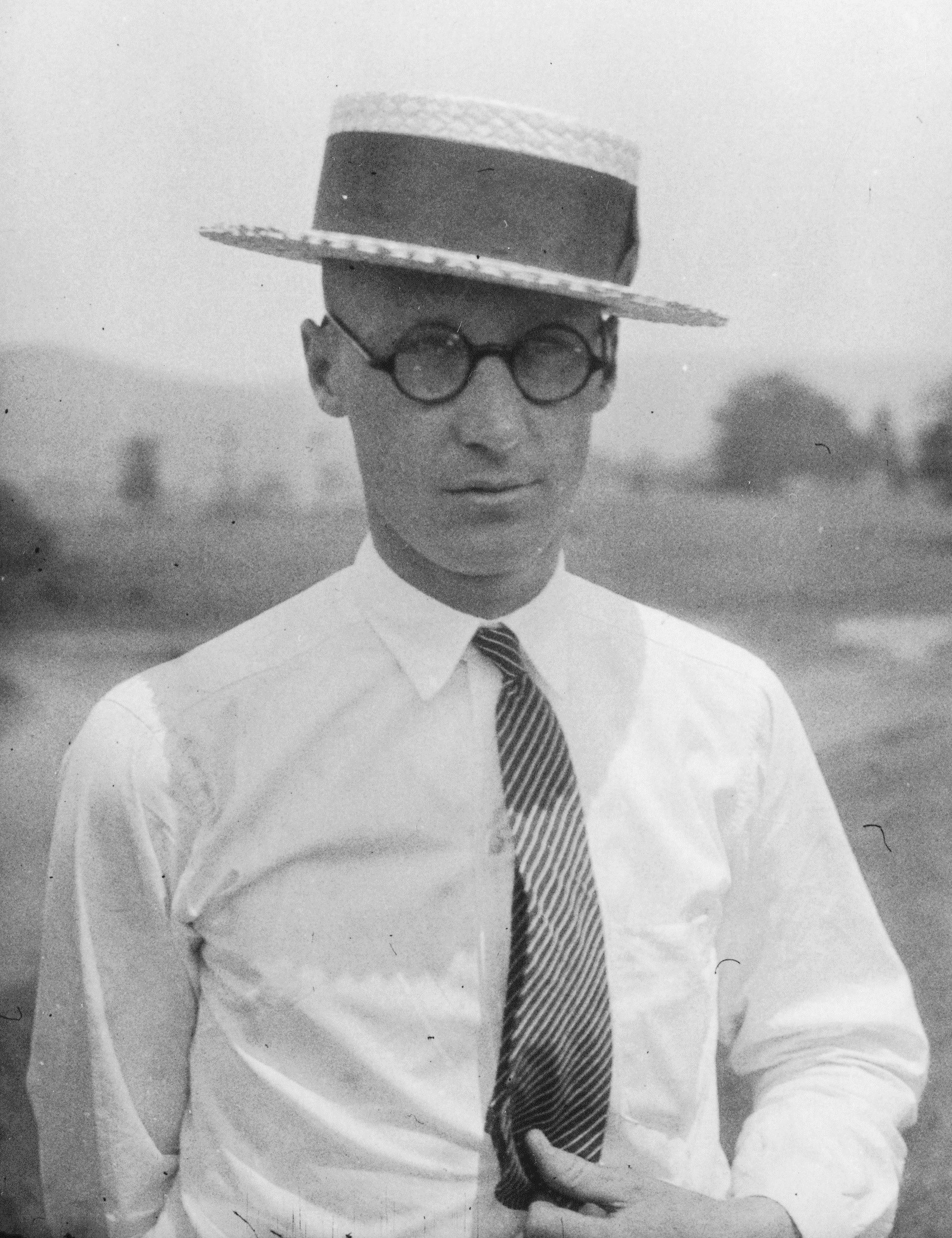
John T. Scopes, de leraar die zich vrijwillig liet aanklagen in het proefproces te Dayton

De Scopes-rechtszaak (Engels: The Scopes Trial, formeel: The State of Tennessee v. John Thomas Scopes, of de Tennessee Evolution Trial, in de volksmond ook wel The Scopes Monkey Trial) was een met veel publiciteit omgeven Amerikaanse rechtszaak in juli 1925. Daarin werd een middelbareschoolleraar, John Thomas Scopes (1900-1970), beschuldigd van het overtreden van de Butler Act, een kort daarvoor door de staat Tennessee aangenomen wet, die verbood omtrent het onderwerp menselijke evolutie te onderwijzen op elke door de staat gefinancierde school. 
In deze zaak maakten beide partijen ruim gebruik van de gelegenheid argumenten aan te voeren omtrent hun standpunten voor en tegen de evolutietheorie en creationisme, alsook omtrent de vrijheid van onderwijs en de grondwettelijkheid van de betreffende wet.
Het proces werd gehouden in het Rhea County Courthouse kleine stadje Dayton in Rhea County. Het betrof een vorm van proefproces: Scopes wist niet zeker of hij ooit evolutie had onderwezen in de zin van de betreffende wet, maar hij beschuldigde zichzelf opzettelijk zodat er in deze zaak een verdachte was.
Scopes werd schuldig bevonden en kreeg een boete opgelegd van $ 100. Het vonnis werd echter vernietigd vanwege een vormfout. Het proces verkreeg intense nationale publiciteit, aangezien nationale verslaggevers massaal naar de zittingen te Dayton kwamen voor de verslaggeving over de onderlinge strijd die enkele fameuze advocaten voerden om de standpunten van de partijen te bepleiten. De advocaat en tevens politicus William Jennings Bryan, drievoudig presidentskandidaat, pleitte voor vervolging, terwijl Clarence Darrow Scopes verdedigde. Het proces legde de controverse bloot tussen de modernistische visie, die stelde dat evolutie niet in strijd was met religie, tegen fundamentalisten, die zeiden dat het Woord van God zoals geopenbaard in de Bijbel voorrang had op alle menselijke kennis. De zaak werd hierdoor zowel gezien als een theologisch debat als een afweging van de vraag of de moderne wetenschap al dan niet op scholen zou moeten worden onderwezen.

## Verloop
John W. Butler was een boer uit Tennessee en tevens hoofd van de World Christian Fundamentals Association, die bij de wetgevende macht van de staat lobbyde voor anti-evolutionaire wetgeving. Hij bereikte daarmee dat de naar hem genoemde Butler Act op 25 maart 1925 werd aangenomen.
In reactie daarop financierde de American Civil Liberties Union (ACLU) een proefproces waarin John Scopes, een leraar op de middelbare school in Tennessee, ermee instemde berecht te worden wegens een vermeende overtreding van deze nieuwe wet. 
De ACLU bood aan iedereen te verdedigen die zou worden beschuldigd van het onderwijzen van de evolutietheorie in strijd met de Butler Act. Op 5 april 1925 organiseerde een plaatselijke ondernemer een ontmoeting met de hoofdinspecteur van de scholen en een plaatselijke advocaat en overtuigde hen ervan dat de controverse over een dergelijk proces de plaats Dayton welkome publiciteit zou opleveren. Vervolgens werd de toen 24-jarige Scopes overgehaald toe te geven de evolutietheorie te onderwijzen. Scopes, die de reguliere leraar had vervangen, werd op 5 mei 1925 beschuldigd van het onderwijzen van evolutie aan de hand van een hoofdstuk in het omstreden leerboek van George William Hunter  Civic Biology - Presented in Problems (1914). Daarin werden onder meer ook de evolutietheorie en eugenetica beschreven. Het proces trok meer dan 100 dagblad- en radioverslaggevers en was voor het publiek te volgen via dagelijkse berichtgeving in radio-uitzendingen in de gehele Verenigde Staten. Het was het eerste Amerikaanse proces dat op de nationale radio werd uitgezonden.
Scopes drong er bij zijn leerlingen op aan tegen hem te getuigen en coachte hen in hun antwoorden. Hij werd op 25 mei aangeklaagd, nadat drie studenten tegen hem hadden getuigd tegenover een grand jury.
Na een proces van acht dagen met vurige pleidooien namens beide partijen had de jury slechts negen minuten nodig voor zijn beraadslaging. Scopes werd op 21 juli schuldig bevonden en door de rechter veroordeeld tot betaling van een boete van $ 100. De rechter legde de boete op voordat Scopes de gelegenheid kreeg zelf iets te zeggen.
De advocaten van Scopes gingen tegen het vonnis in beroep bij het Hooggerechtshof van de staat Tennessee tegen de veroordeling, die deze vernietigde wegens een vormfout: de jury had over de boete moeten beslissen, niet de rechter.